# Rivendell (singel)
Rivendell – singel polskiego rapera Bedoesa i Kubiego Producenta z ich drugiego albumu studyjnego, zatytułowanego Kwiat polskiej młodzieży. Singel został wydany 30 listopada 2018.
Nagranie uzyskało certyfikat złotej płyty, przekraczając liczbę 10 tysięcy sprzedanych kopii.

## Geneza utworu i historia wydania
Utwór napisali i skomponowali Borys Przybylski oraz Jakub Salepa, który również odpowiada za produkcję utworu.
Singel ukazał się w formacie digital download 30 listopada 2018 w Polsce za pośrednictwem wytwórni płytowej SBM Label. Piosenka została umieszczona na drugim albumie studyjnym Beodesa i Kubiego – Kwiat polskiej młodzieży.

## Lista utworów
- Digital download[4]

1. „Rivendell” – 3:11